# Mastigoptila bicornuta
Mastigoptila bicornuta är en nattsländeart som först beskrevs av Schmid 1958.  Mastigoptila bicornuta ingår i släktet Mastigoptila och familjen stenhusnattsländor. Inga underarter finns listade i Catalogue of Life.